# Streblacanthus
- Commons
- Wikispecies

Streblacanthus Kuntze, 1891, segundo o Sistema APG II, é um gênero botânico da família Acanthaceae

## Espécies
As principais espécies são:
| - Streblacanthus amoenus - Streblacanthus boliviensis - Streblacanthus chirripensis - Streblacanthus cordatus - Streblacanthus cordifolius - Streblacanthus dubiosus | - Streblacanthus longiflorus - Streblacanthus macrophyllus - Streblacanthus monospermus - Streblacanthus parviflorus - Streblacanthus roseus |